# ISO 3166-2:VI
Die zur Kennzeichnung geografischer Einheiten dienende Liste der ISO 3166-2-Codes für die Amerikanischen Jungferninseln enthält ausschließlich den Code für die Amerikanischen Jungferninseln. Es existieren keine weiteren Unterteilungen.

Dieser Code besteht nur aus einem Teil. Dieser gibt den Code gemäß ISO 3166-1 (für die Amerikanischen Jungferninseln VI) wieder.
Die aktuellen Codes stehen auf der Seite der ISO unter #iso:code:3166:VI zur Verfügung.

Die Amerikanischen Jungferninseln sind auch unter dem Code US-VI in der ISO 3166-2:US für die Vereinigten Staaten aufgenommen.